# 乌姆鲁勒·盖斯

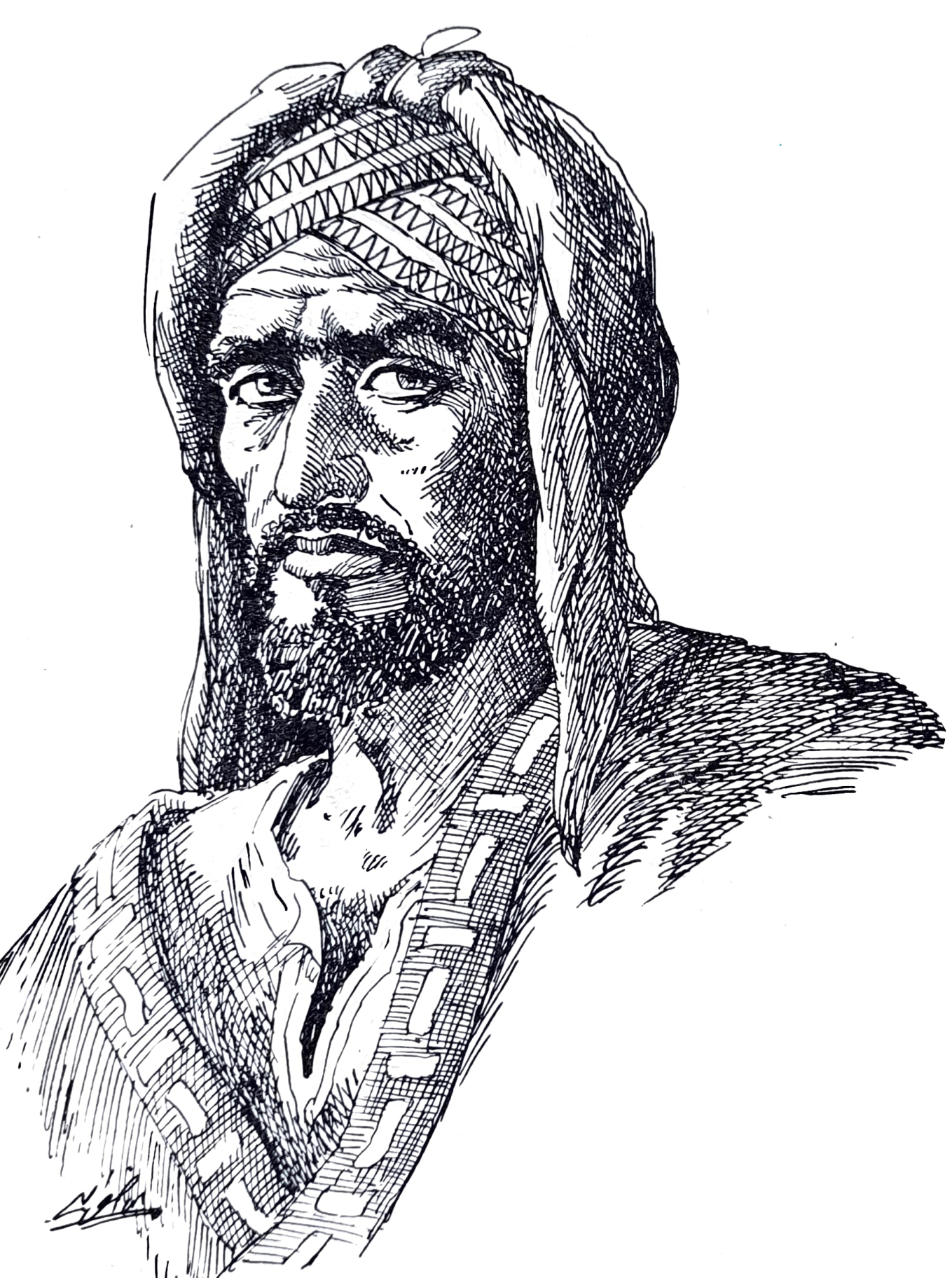
乌姆鲁勒·盖斯

乌姆鲁勒·盖斯（اِمْرُؤُ القَيْسِ حُنْدُجُ بْنُ حُجْرِ بْنِ الحَارِثِ الكِنْدِيُّ）是坎达王国一位國王之子，也是悬诗詩人。525年，阿克蘇姆王國佔領現今的也門地區，坎达王国崩潰，其父被殺。乌姆鲁勒·盖斯試圖復國，甚至前往君士坦丁堡向查士丁尼求援，後來他回到安卡拉不久後去世。